# بوهدان بویچوک
بوهدان بویچوک (اوکراینی: Богдан Сергійович Бойчук؛ زادهٔ ۳۰ مهٔ ۱۹۹۶) بازیکن فوتبال اهل اوکراین است.
از باشگاه‌هایی که در آن بازی کرده‌است می‌توان به باشگاه فوتبال زاریا بالتی و باشگاه فوتبال متالیست خارکوف اشاره کرد.
وی همچنین در تیم ملی فوتبال Ukraine-16 بازی کرده‌است.